# Associação Italiana de Árbitros
A Associazione Italiana Arbitri (AIA) (Associação Italiana de Árbitros) é a associação dos árbitros de futebol da Itália.
Foi fundada em 27 de agosto de 1911 em Milão, hoje a sede está localizada em Roma.